# Albert Baldwin Dod
Albert Baldwin Dod (24 mars 1805 - 20 novembre 1845) est un théologien presbytérien américain et professeur de mathématiques.

## Jeunesse
Dod est né le 24 mars 1805 à Mendham, dans le New Jersey. Il est le fils de Daniel Dod (1778–1823) et de Nancy (née Squire) Dod (1780–1851).

## Carrière
Après un éveil religieux à l'université de Princeton, où il est diplômé avec la promotion de 1822, Dod s'affilie aux influents théologiens de Princeton. Il publie fréquemment dans le principal organe de presse du groupe, le Biblical Repertory and Princeton Review, édité par Charles Hodge. Parmi ses publications, une attaque contre le transcendantalisme (peut-être écrite avec James Waddel Alexander (en) ; publiée dans le numéro de janvier 1839) est largement remarquée et est plus tard rééditée par Andrews Norton.
Pendant une grande partie de sa vie, il enseigne les mathématiques au collège et participe à des discussions théologiques et à des prédications au séminaire de Princeton. Le doctorat en théologie lui est cependant conféré par l'Université de Caroline du Nord et par l'Université de New York.

## Vie privée
Dod épouse Caroline Smith Bayard (1807–1891), fille de Samuel Bayard (1766-1840) et petite-fille du député continental John Bayard (en) (1738-1808), tous descendants de Pieter Stuyvesant. Ensemble, Albert et Caroline ont huit enfants :
- Martha Bayard Dod (1831–1899), qui épouse Edwin Augustus Stevens (en) (1795–1868), fondateur de l'Institut de technologie Stevens.
- Caroline Bayard Dod (1832–1859), qui épouse Richard Stockton (1824–1876), fils de Robert F. Stockton et petit-fils de Richard Stockton (en), tous deux sénateurs américains[8].
- Albert Baldwin Dod (1835–1880), capitaine pendant la guerre civile américaine[9],[10] qui épouse Elizabeth A. Mcintosh le 16 juin 1858[7].
- Julia Washington Dod (1836–1837), décédée jeune[7].
- Samuel Bayard Dod (1837–1907), qui épouse Isabella Williamson Green (1840–1883)[11],[12] la petite-fille d'Ashbel Green (en), 8e président de l'Université de Princeton[9].
- Susan Bratford Dod (1840–1912), qui épouse son beau-frère Richard Stockton après la mort de sa sœur en 1859[13]
- Charles Hodge Dod (1841–1864), capitaine de l'état-major du major-général Winfield Scott Hancock pendant la guerre civile, décédé en service[9].
- Mary Dod (née en 1843)[7]

Le recensement américain de 1840 indique que Dod possédait une esclave âgée de dix à vingt-quatre ans. Il s'agit du dernier cas connu d'un professeur de Princeton possédant des esclaves ; Dod est également l'un des derniers propriétaires d'esclaves de la communauté de Princeton ainsi que du New Jersey en général.
Dod est décédé d'une pleurésie après une brève maladie le 20 novembre 1845.

### Héritage
En 1869, son fils Samuel Bayard Dod (promotion de Princeton de 1857) crée une chaire dotée à l'Université de Princeton en mathématiques en sa mémoire. En 1926, son arrière-petit-fils, Richard Stockton III, commande un buste de Dod qui est placé à Dod Hall, le dortoir de premier cycle nommé en son honneur.